# 桃山区
桃山区是黑龙江省七台河市下辖的一个市辖区。位于七台河市东部。區人民政府駐東進街55號。

## 行政区划
桃山区下辖6个街道办事处、1个镇：
桃东街道、桃南街道、桃西街道、桃北街道、桃源街道、桃山街道和万宝河镇。

## 人口
根據第七次人口普查數據，截至2020年11月1日零時，桃山區常住人口為204111人。